# Anolis sminthus
Anolis sminthus (мишачий аноліс) — вид ігуаноподібних ящірок родини анолісових (Dactyloidae). Мешкає в Центральній Америці.

## Поширення і екологія
Мишачі аноліси мешкають в Гондурасі і Сальвадорі. Вони живуть в гірських соснових і сосново-дубових лісах, на висоті від 1500 до 2400 м над рівнем моря.

## Збереження
МСОП класифікує цей вид як такий, що перебуває під загрозою зникнення. Anolis sminthus загрожує знищення природного середовища.